# 巨核细胞
巨核细胞（英語：Megakaryocyte，也称为大核細胞及單核巨細胞）是负责产生血液凝血细胞（血小板）的一种骨髓细胞，血小板是正常血液的血块形成所必需的。通常情况下，一万个骨髓细胞就會有一个是巨核细胞，但在特定的疾病期间，这个数量会增加近十倍。每个巨核细胞可产生大约2000～7000个血小板。

## 巨核细胞如何造血小板
巨核细胞的主要用途是造血小板。首先，发育了的巨核细胞细胞质中出现紫红色颗粒和血小板。当血小板发育成熟后，它们一个个从胞浆脱离巨核细胞。最后，当血小板全部脱离后，巨核细胞只剩下一个细胞核，无法再造血小板了。
剩下細胞核(裸核)的巨核細胞最後會被巨噬細胞分解。

## 外部連結
- Megakaryocytes: Mature （页面存档备份，存于） Many microscopic images of mature megakaryocytes including in disease settings.
- Megakaryocytes （页面存档备份，存于）
- Cell size comparison
- CAMT Specific Infant Bone Marrow Transplant Journal